# SunRockers Shibuya
Il SunRockers Shibuya (サンロッカーズ渋谷) è una società cestistica avente sede a Shibuya, Tokyo, in Giappone. Fondata nel 2000, gioca in B.League.

## Storia

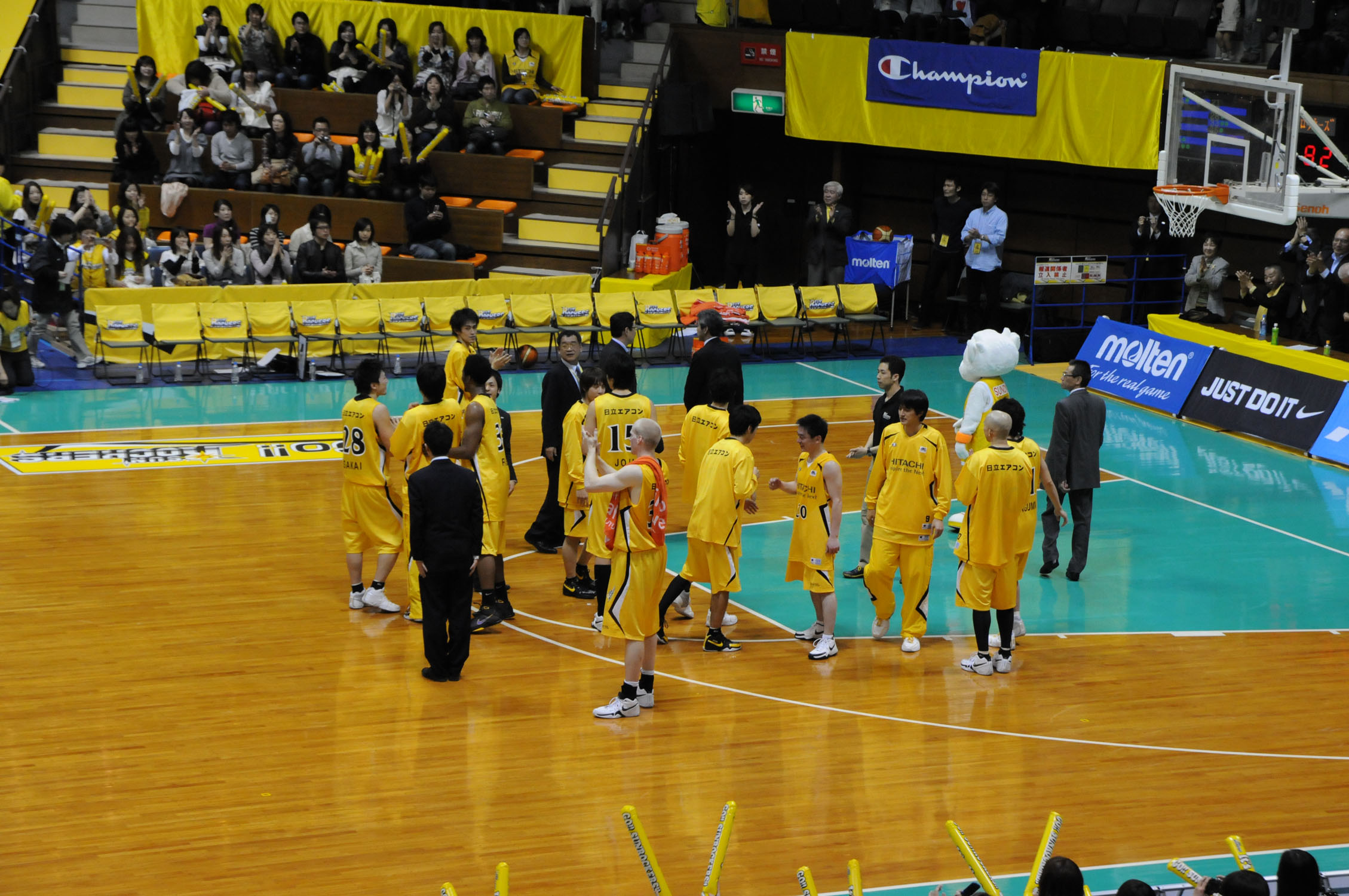
Gli Hitachi Sunrockers nel 2009.

La squadra nacque nel 2000 dalla fusione di due precedenti squadra di pallacanestro affiliate all'azienda Hitachi, gli Hitachi Headquarters Basketball Club, fondato nel 1935, e l'Hitachi Osaka Basketball Club, fondato nel 1956; che si unirono per dare vita agli Hitachi SunRockers.
Nel 2000, dopo la ristrutturazione del campionato giapponese, la squadra iniziò a partecipare alla JBL Super League, il massimo campionato di pallacanestro in Giappone dell'epoca. Questo segnò l'inizio di un periodo significativo per la squadra, che si guadagnò una solida reputazione nel panorama cestistico giapponese. Nel 2007, la squadra poi divenne una delle squadre principali della Japan Basketball League (JBL), un campionato che operò fino al 2013. Durante questo periodo, i Sun Rockers furono una presenza costante nelle competizioni di vertice arrivando anche alle finali nella stagione 2008-2009, ma non riuscirono mai ad ottenere il titolo. 
Nel 2015 arrivò la conquista del primo grande trofeo vinto dalla squadra dalla sua fondazione nel 2000, la Coppe dell'Imperatore dopo aver sconfitto in finale gli Hiroshima Dragonflies per 81-66. 
Con il lancio della B.League nel 2016 , il 1° aprile dello stesso anno, la gestione del club è stata trasferita ad Hitachi Sunrockers Ltd., una sussidiaria di Hitachi. La squadra assunse la denominazione di Hitachi Sunrockers Tokyo-Shibuya, è stabilì la sua città madre nel quartiere di Shibuya a Tokyo.
Nel 2020, i Sun Rockers Shibuya hanno celebrato un'importante vittoria con la conquista, per la seconda volta nella loro storia, della Coppe dell'Imperatore dopo che in finale ha sconfitto i Kawasaki Brave Thunders con il risultato di 78-73.
Nel giugno 2022, la squadra è stata acquisita da Sega Sammy Holdings, un'importante multinazionale giapponese con interessi nel settore dei giochi elettronici e dell'intrattenimento. 

## Arena

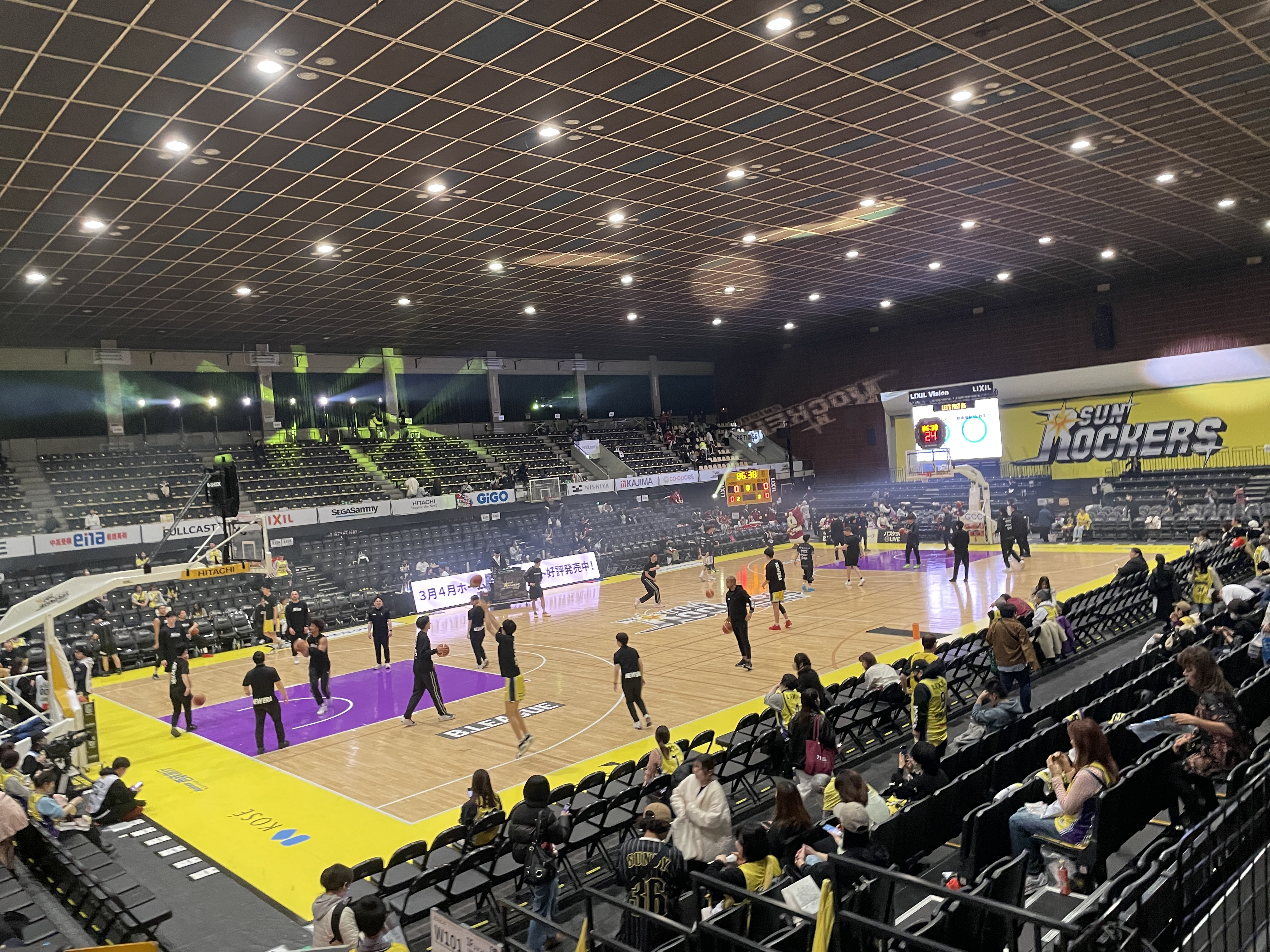
L'Aoyama Gakuin Memorial Hall durante una partita della B.League 2024-2025.

L’arena casalinga dei Sun Rockers Shibuya è la Aoyama Gakuin Memorial Hall è un grande palazzetto situato nel campus dell'Aoyama Gakuin University, a Shibuya. La struttura è stata completata nel 1964, anno in cui Tokyo ha ospitato i Giochi Olimpici. La struttura ha una capienza di 2.500 posti a sedere e può accogliere fino a un massimo di 6.000 persone. Il palazzetto è una sede polifunzionale che ospita vari eventi, tra cui cerimonie di ingresso e di laurea, competizioni sportive ufficiali a livello nazionale e internazionale, eventi culturali e concerti. 

## Palmarès
- Coppa dell'Imperatore: 2

2015, 2020

## Organico attuale
Organico per la stagione sportiva 2024-2025
| Roster SunRockers Shibuya 2024-2025. | Roster SunRockers Shibuya 2024-2025. |
| Giocatori                            | Staff tecnico                        |
| ------------------------------------ | ------------------------------------ |

| N. | Naz.                                           | Ruolo | Nome              | Anno | Alt.   | Peso   |  |
| -- | ---------------------------------------------- | ----- | ----------------- | ---- | ------ | ------ |  |
| 3  | Stati Uniti (bandiera)                         | PG    | John Harper Jr.   | 2003 | 180 cm | 75 kg  |  |
| 4  | Stati Uniti (bandiera) · Giappone (bandiera)   | G     | Troy Murphy Jr.   | 2002 | 195 cm | 88 kg  |  |
| 5  | Kazakistan (bandiera) · Stati Uniti (bandiera) | PG    | Anthony Clemmons  | 1994 | 187 cm | 84 kg  |  |
| 7  | Giappone (bandiera)                            | G     | Seiya Funyu       | 1993 | 191 cm | 85 kg  |  |
| 8  | Stati Uniti (bandiera) · Giappone (bandiera)   | C     | Josh Hawkinson    | 1995 | 208 cm | 109 kg |  |
| 9  | Giappone (bandiera) · Brasile (bandiera)       | PG    | Leo Vendrame      | 1993 | 183 cm | 79 kg  |  |
| 10 | Giappone (bandiera)                            | PG    | Genki Kojima      | 1994 | 181 cm | 75 kg  |  |
| 13 | Giappone (bandiera)                            | G     | Daiki Tanaka      | 1991 | 193 cm | 88 kg  |  |
| 17 | Giappone (bandiera)                            | G     | Ryo Abe           | 1995 | 183 cm | 80 kg  |  |
| 21 | Stati Uniti (bandiera)                         | AG    | Kevin Jones       | 1989 | 203 cm | 109 kg |  |
| 22 | Stati Uniti (bandiera)                         | C     | Reid Travis       | 1995 | 203 cm | 111 kg |  |
| 43 | Giappone (bandiera)                            | AG    | Yuya Nagayoshi    | 1991 | 201 cm | 100 kg |  |
| 77 | Giappone (bandiera)                            | AP    | Kouei Omori       | 1999 | 198 cm | 95 kg  |  |
| 92 | Giappone (bandiera)                            | AP    | Keisuke Murakoshi | 1994 | 195 cm | 90 kg  |  |

| Allenatore                                                                                                  |
| - Luka Pavićević                                                                                            |
| Assistente/i                                                                                                |
| - Kyle Bailey - Dusan Gvozdić - Hidenori Shibusawa - Shota Kato Legenda - (C) Capitano - Infortunato Roster |

## Cestisti

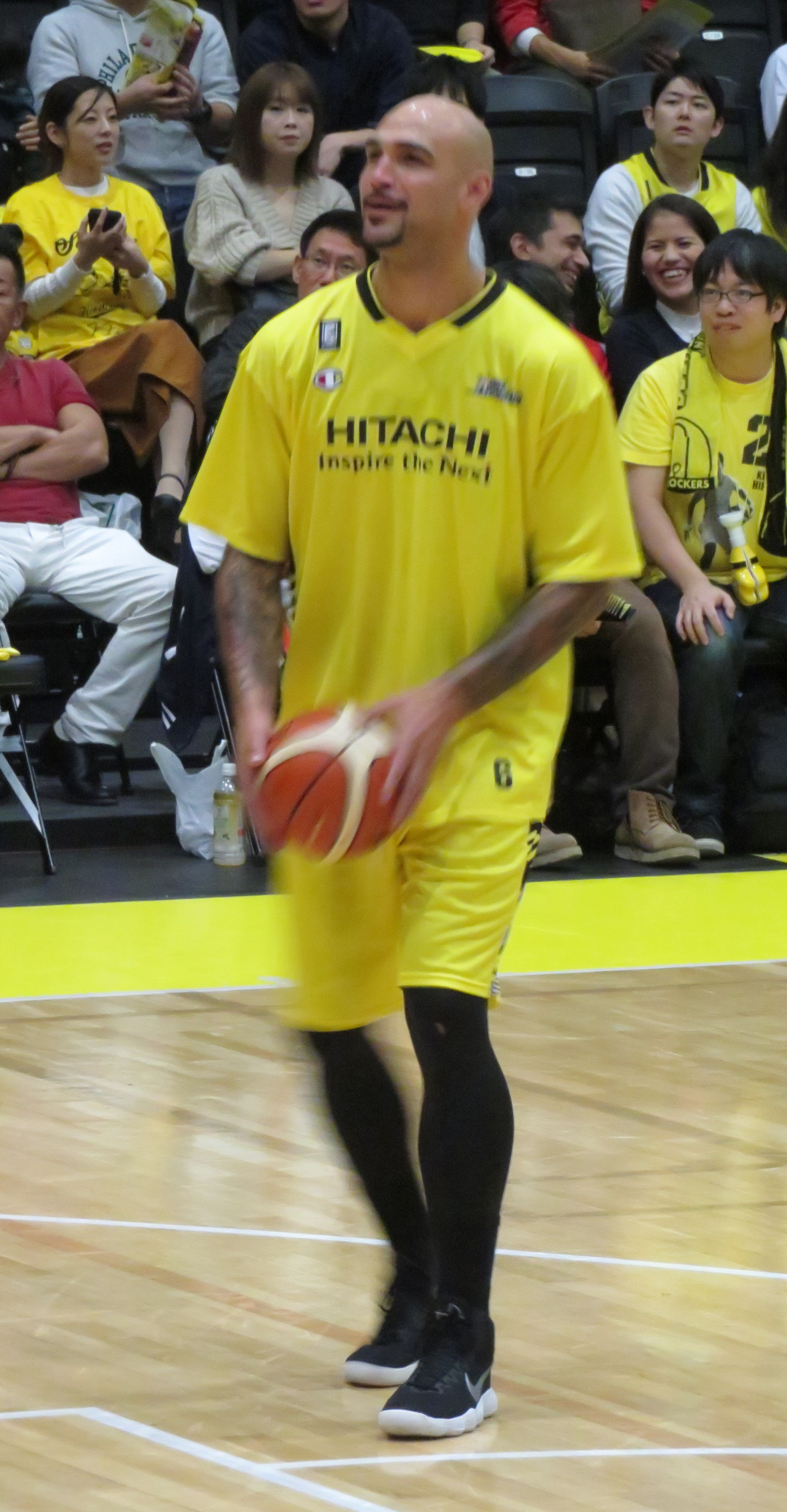
Robert Sacre, giocatore dei SunRockers dal 2017 al 2019.

Locali
- Kenta Hirose
- Kei Igarashi
- Shinsuke Kashiwagi
- Keijūrō Matsui
- Satoshi Sakumoto
- Jōji Takeuchi
- Leo Vendrame
- Josh Hawkinson
- Ira Brown
- Josh Harrellson

Stranieri
- Alfred Aboya
- David Benoit
- Scott Burrell
- Stanley Burrell
- Mo Charlo
- Anthony Clemmons
- Peter Cornell
- Branden Dawson
- Brian Evans
- Darren Fenn

- Jeff Gibbs
- Charles Jackson
- Kadeem Jack
- Trey Johnson
- Kevin Jones
- Ryan Kelly
- Christian Maråker
- James Michael McAdoo
- Kyle Milling
- Dwayne Morton

- Kevin Murphy
- Chad Posthumus
- Darius Rice
- Lamar Rice
- Robert Sacre
- Sebas Saiz
- Jamar Smith
- Tyler Smith
- Jahmar Thorpe
- Reid Travis
- Patrik Auda

## Allenatori
| Nome               | Periodo          | Trofei                         |
| ------------------ | ---------------- | ------------------------------ |
| Bob Pierce         | 2000 - 2001      |                                |
| Osamu Kuraishi     | 2001 - 2004      |                                |
| Shuji Ono          | 2005 - 2013      |                                |
| Tim Lewis          | 2013 - 2014      |                                |
| Michael Olson      | 2014 - 2016      | 1 Coppa dell'Imperatore (2015) |
| BT Toews           | 2016 - 2017      |                                |
| Geoffrey Katsuhisa | 2017-2018        |                                |
| Tsutomu Isa        | 2018 - 2022      | 1 Coppa dell'Imperatore (2020) |
| Ken Hamanaka       | 2022 - 2023      |                                |
| Luka Pavićević     | 2023 - in carica |                                |